# Чънду
Чънду (пинин: Chéngdū) е град и административен център на провинция Съчуан в Централен Китай. Градът е с население от 11 430 000 жители (2018 г.) и площ от 12 390 km². Телефонният му код е 028, а пощенският код е 610000.
В града се намира един от заводите за сглобяване на автомобили на „Дунфън Пежо-Ситроен“.

## Побратимени градове
- Волгоград, Русия (1994)
- Монпелие Франция
- Любляна Словения
- Линц Австрия
- Кофу Япония
- Ноксвил, Тенеси САЩ
- Финикс, Аризона САЩ
- Уинипег Канада
- Палермо Италия
- Медан Индонезия
- Мехелен, Холандия

## Галерия
- Hongzhaobi, South Renmin Road
- South Renmin Road
- Hongxing Road
- Zongfu Road, Shudu Ave.
- Nijia Qiao, South Renmin Road
- Jin River, Shangri-la Hotel